# Vinarovo, Vidin
Vinarovo (în bulgară Винарово) este un sat în comuna Novo Selo, regiunea Vidin,  Bulgaria. 

## Demografie
Componența etnică a satului Vinarovo
     Bulgari (99,07%)
     Nicio identificare (0,92%)
     Altele (0%)
La recensământul din 2011, populația satului Vinarovo era de 755 locuitori. Din punct de vedere etnic, majoritatea locuitorilor (99,07%) erau bulgari. Pentru 0,92% din locuitori nu este cunoscută apartenența etnică.